# الشعبة (السياني)

تعديل مصدري - تعديل

الشعبة محلة تابعة لقرية تلعقة، التابعة لعزلة العارضة بمديرية السياني إحدى مديريات محافظة إب في الجمهورية اليمنية.، بلغ تعداد سكانها 29 حسب تعداد اليمن لعام 2004.